# 小行星4488
小行星4488（4488 Tokitada）是一颗围绕太阳公转的小行星。1987年10月21日，鈴木憲藏、浦田武在丰田市发现了此天体。
該小行星以日本平安時代末期公卿平時忠命名。
这颗小行星的绝对星等为184.36628等。